# Belgia na Zimowych Igrzyskach Paraolimpijskich 1992
Belgię na Zimowych Igrzyskach Paraolimpijskich w 1992 roku reprezentowało 3 zawodników (wszyscy mężczyźni) w narciarstwie alpejskim. Nie zdobyli oni medalu dla swego kraju w imprezie.
Był to czwarty występ tego kraju na zimowej paraolimpiadzie.

## Wyniki reprezentacji

### Narciarstwo alpejskie
Objaśnienie kategorii:
- B1 – osoby niewidome
- B2 – osoby z funkcjonującym wzrokiem na poziomie 3-5%
- B3 – osoby z funkcjonującym wzrokiem poniżej poziomu 10%

#### Mężczyźni

##### Osoby niewidome
| Zawodnik         | Konkurencja        | Czas    | Pozycja | Źródło |
| ---------------- | ------------------ | ------- | ------- | ------ |
| Willy Mercier    | Slalom Gigant (B1) | DQ      | DQ      | [ 2 ]  |
| Willy Mercier    | Supergigant (B1)   | 4:23.51 | 4.      | [ 3 ]  |
| Pierre de Coster | Slalom Gigant (B2) | DNF     | DNF     | [ 4 ]  |
| Harry Geyskens   | Slalom Gigant (B3) | 3:20.51 | 4.      | [ 5 ]  |
| Harry Geyskens   | Supergigant (B3)   | 1:54.79 | 5.      | [ 6 ]  |